# The end of the show (album)
The end of the show is een muziekalbum van The Cats uit 1979. De titel van de elpee is afgeleid van de single The end of the show uit 1972 en verwijst naar de tweede breuk tussen The Cats waar op dat moment sprake van is. De elpee is een verzamelalbum van eerder verschenen werk. Het album stond zeven weken in de Album Top 100 en behaalde plaats 23 als hoogste positie.

## Nummers
De duur van de nummers is ontleend van andere elpees en kan met deze elpee verschillen.
| Nummer | Naam                                                 | Geschreven door             | Duur | Opmerkingen |
| ------ | ---------------------------------------------------- | --------------------------- | ---- | ----------- |
| A1     | Times were when                                      | Neil Grimshaw               | 3:12 |             |
| A2     | Where have I been wrong                              | Piet Veerman                | 5:19 |             |
| A3     | Lonely nights                                        | Jaap Schilder               | 2:08 |             |
| A4     | Scarlet ribbons                                      | Evelyn Danzig en Jack Segal | 3:21 |             |
| A5     | Without your love                                    | Cees Veerman en Mel Andy    | 2:45 |             |
| A6     | Why                                                  | Arnold Mühren               | 4:04 |             |
| A7     | Rock 'n' roll (I gave you the best years of my life) | Kevin Johnson               | 4:57 |             |
| B1     | Be my day                                            | Larry Murray                | 3:01 |             |
| B2     | Marian                                               | Arnold Mühren               | 4:00 |             |
| B3     | Mandy my dear                                        | Jaap Schilder               | 3:23 |             |
| B4     | Lea                                                  | Arnold Mühren               | 3:45 |             |
| B5     | Let's dance                                          | Piet Veerman                | 3:20 |             |
| B6     | One way wind                                         | Arnold Mühren               | 3:36 |             |
| B7     | The end of the show                                  | Cees Veerman                | 4:35 |             |